# Zawracie

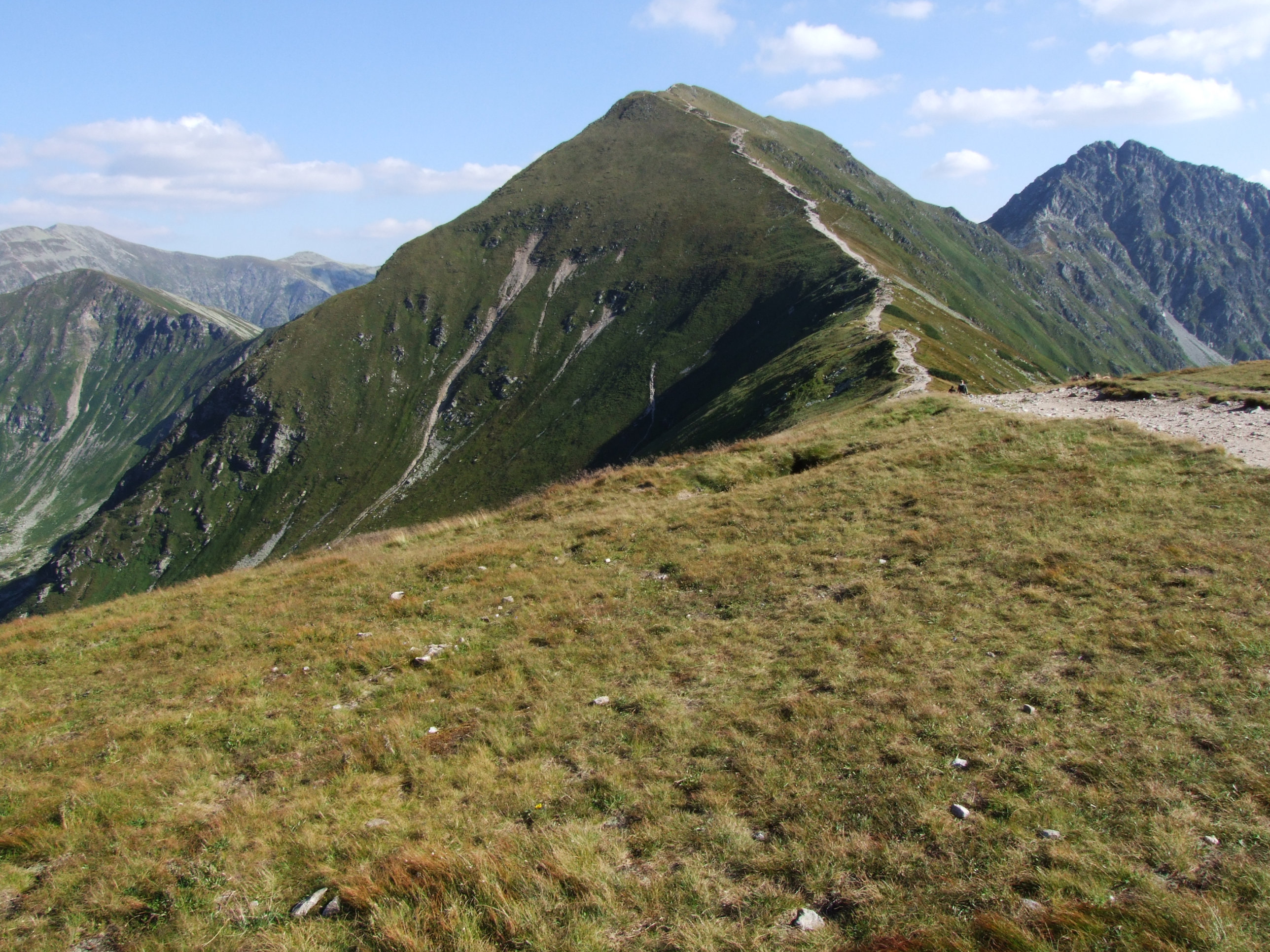
Zawracie a Volovec při pohledu z Rákoně

Zawracie (slovensky ???, 1863 m n. m.) je sedlo v Západních Tatrách na slovensko-polské státní hranici. Nachází se v severní rozsoše Volovce mezi samotným Volovcem (2064 m) na jihu a Rákoněm (1879 m) na severu. V těchto místech probíhá po hřebeni hlavní evropské rozvodí mezi Černým a Baltským mořem. Západní svahy klesají od sedla do Roháčské doliny, kde se nachází Ťatliakovo jezero a Ťatliakova chata, východní do Doliny Chochołowska Wyżnia. V zimě padají z obou svahů laviny, zvláště pak na stranu Roháčské doliny. Sedlo je porostlé travou, zejména sítinou trojklanou (Juncus trifidus).

## Přístup
- po modré  turistické značce z Volovce
- po modré  turistické značce z Rákoně
- po zelené  turistické značce z rozcestí Polana Chochołowska